# Обресков, Николай Михайлович
Николай Михайлович Обресков (1802—1866) — наследник аристократического рода Обресковых, фигурант беспрецедентного для своего времени и среды скандала, связанного с кражей драгоценностей.

## Биография
Родился в Петербурге в аристократической семье сенатора Михаила Алексеевича Обрескова и Екатерины Александровны Талызиной, дочери екатерининского вельможи А. Ф. Талызина. Окончил Пажеский корпус.
В 1826 году «за постыдный офицерскому званию поступок» Обресков был лишён дворянства и разжалован. Во время бала у жены воронежского губернатора Н. И. Кривцова пропали драгоценности. Вскоре они были обнаружены у поручика Обрескова, который служил в конно-егерском Арзамасском полку, расквартированном около Воронежа. Офицеры этого полка часто бывали у губернатора, а сам Обресков находился в близком родстве с губернаторшей Е. Ф. Кривцовой, урождённой Вадковской.
Обресков был судим и отправлен солдатом в Переяславский полк. Позднее переведён в Нижегородский драгунский полк на Кавказ, участвовал в турецкой войне, за отличие под Арзерумом награждён знаком военного ордена («солдатским Георгием»). В 1833 году был высочайше прощён и уволен с чином коллежского регистратора (14-й, низший чин Табели о рангах). жизнь. В 1836 году он определился на службу в канцелярию курского гражданского губернатора. В Курске, постепенно повышаясь в чинах, Обресков прослужил до 1841 года и перевелся в канцелярию харьковского губернатора. Права потомственного дворянства возвращены ему были только в 1846 году (через три года распространены на сыновей).
Обресков был достаточно состоятельным помещиком, имел 750 душ в двух губерниях. В 1857 году получил чин надворного советника, состоял попечителем хлебных запасных магазинов Демянского уезда Новгородской губернии. Незадолго до смерти, наступившей в Боровичах, служил предводителем дворянства Демянского уезда.

## Семья
В середине 1830-х годов женой Обрескова стала Наталья Фёдоровна Иванова (1813—1875), дочь драматурга Ф. Ф. Иванова, первая любовь М. Ю. Лермонтова.  У них родилось четверо детей:
- Дмитрий (01.01.1841— ?), штабс-капитан.
- Пётр (22.06.1842—до 1852)
- Наталья (22.07.1848—1924), с 1870 года супруга князя Сергея Владимировича Голицына (1823—1879).
- Екатерина (1849—?), воспитывалась в Женеве.